# María Belén Deamos
María Belén Deamos (Villajoyosa, Alicante, 14 de diciembre de 1950) es una arqueóloga española, profesora titular de Prehistoria en la Universidad de Sevilla.

## Formación y trayectoria
Inició sus estudios en la Universidad de Sevilla para continuarlos en la Facultad de Filosofía y Letras de la Universidad Complutense (Madrid) en la que obtuvo su licenciatura en 1974. En 1975, tras un contrato como profesora ayudante en esa universidad (curso 1974-1975), obtuvo una beca de Formación de Personal Investigador en el Instituto Español de Prehistoria CSIC (1975-1977). Se doctoró en 1978, con la Tesis doctoral: Cerámicas a torno pintadas en Andalucía durante los siglos VIII a VI a. J.C. En los años siguientes trabajó como arqueóloga en el Museo Arqueológico Nacional (Madrid) y posteriormente en distintos museos arqueológicos andaluces como los de Sevilla, Huelva y Carmona. Obtuvo una Beca Postdoctoral en el CSIC en Roma (1981) y de un contrato como investigadora en el Deutches Archäologisches Institut Berlín (1983). En 1984 se incorporó como profesora adjunta en la Universidad de Cádiz, y en 1987 obtuvo su plaza de Profesora Titular en la Universidad de Sevilla.

## Líneas de investigación
Sus líneas de investigación se centran en Prehistoria, Protohistoria, Arqueología de la religiones, Arqueología funeraria, Arqueología fenicio-púnica, Historiografía e Iconografía. Destacan sus aportaciones en el campo de la Historia de las religiones, donde ha participado en diversos proyectos de investigación, entre otros Los Santuarios costeros prerromanos del Estrecho de Gibraltar; La Religión de la Turdetania Prerromana. Una aproximación desde la Arqueología del Culto (BHA2003-05866); Religio Antiqua. Historia y Arqueología de las Religiones Antiguas del sur de la Península Ibérica (HUM-650); Tinnit en Ibiza: La cueva de es Culleram (HUM2007-63574) y Religio Phoenicia Occidentalis: Cultos Fenicio-Púnicos en el Extremo Occidente (HAR2011-27257), entre otros. 
Mantiene una estrecha vinculación con la ciudad y la arqueología de Carmona (Sevilla), desde que trabajara en su Museo arqueológico. Ha dirigido el Proyecto General de investigación para la ciudad de Carmona (BC3A020.99SB) y es una gran conocedora de la arqueología de toda la zona de Los Alcores Sevillanos. Ha desarrollado igualmente investigaciones sobre diversos yacimientos arqueológicos de la provincia de Huelva, como La Tiñosa, Lepe (Huelva), Niebla o en la misma ciudad de Huelva  (Cabezo de San Pedro), con numerosas publicaciones al respecto.
Pertenece al Consejo Asesor Científico del Dizionario Enciclopedico della Civiltà Fenicia (DECF), dependiente del Consiglio Nazionale delle Ricerche, Istituto di Studi sul Mediterraneo Antico” (ISMA), Roma, como especialista en Arqueología Fenicia.
Ha elaborado diversas biografías para Diccionario histórico de la arqueología en España, entre ellas la de Concepción Fernández-Chicarro y De Dios y Elena, Whishaw. Es coautora de libros como La Edad del Hierro (1997), Arqueología en Carmona (Sevilla). Excavaciones en la Casa-Palacio del Marqués de Saltillo (1997), Cultos y Ritos de la Gadir Fenicio-Púnica. Cádiz (2011) y La cueva santuario de es Culleram (2022).